# Paddy Power
Paddy Power è un bookmaker irlandese fondato nel 1988 a Dublino, in Irlanda. La società opera attraverso una catena di negozi di scommesse autorizzati in Irlanda e nel Regno Unito e gestisce il più grande servizio di scommesse telefoniche d'Irlanda. Attraverso internet offre scommesse sportive, poker online, bingo, casinò online e giochi online. L'azienda si è fusa con Betfair il 2 febbraio 2016 per creare Paddy Power Betfair, ora Flutter Entertainment (che comprende svariati brand, come PokerStars, BetEasy, ecc).

## Storia

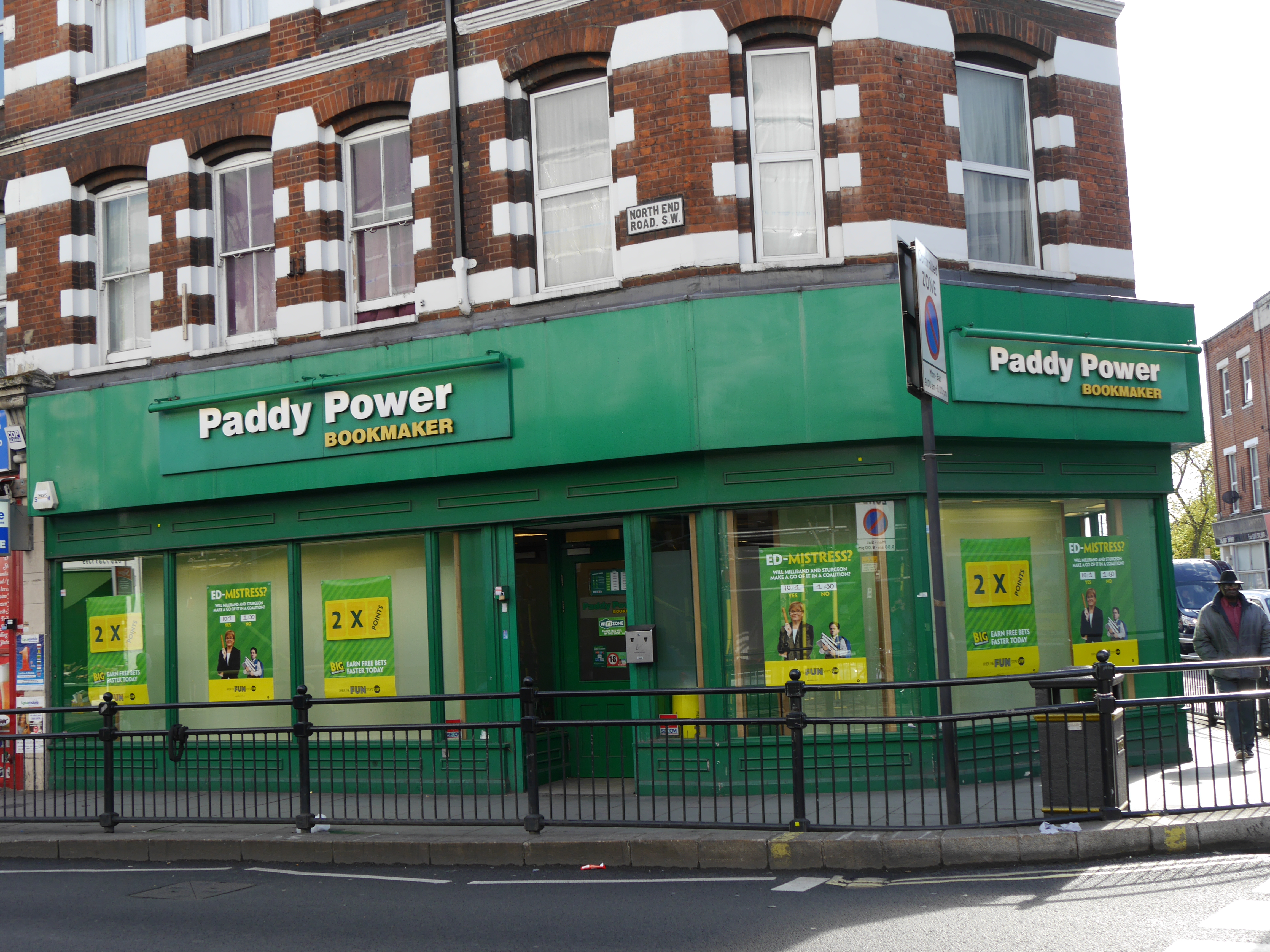
Paddy Power, North End Road, Fulham, Londra (2015)

Paddy Power è nata nel 1988, dalla fusione di tre bookmaker irlandesi preesistenti: Stewart Kenny, David Power, and John Corcoran. Stewart Kenny e Vincent O'Reilly avevano venduto i bookmaker Kenny O'Reilly a Coral nel 1986, e poi avevano aperto dieci negozi tutti loro nel 1988; Kenny è stato CEO del gruppo dal 1988 al 2002 e presidente dal 2002 al 2003. I negozi di John Corcoran erano stati scambiati come Patrick Corcoran. David Power era figlio di Richard Power e uno dei numerosi eredi che commerciavano sotto il nome di Richard Power. Il nome Power era considerato il marchio più forte tra i negozi uniti, mentre il nome "Paddy" e la colorazione verde enfatizzavano l'irlandese della catena in un momento in cui la frammentata industria irlandese stava affrontando la concorrenza delle catene di scommesse britanniche che entravano nel mercato in risposta ai cambiamenti nel Codice fiscale irlandese. Il figlio di David Power, il cui nome sembra essere Paddy Power, è un portavoce del marketing dell'azienda.
Paddy Power aveva una strategia di espansione aggressiva che prevedeva l'apertura di negozi importanti nella maggior parte delle città irlandesi, piuttosto che le strade secondarie preferite. Le scommesse dell'azienda su eventi non-sportivi e novità hanno ampliato la sua copertura mediatica oltre le notizie sulle corse di cavalli. La sua quota del mercato irlandese delle scommesse "alternative" è cresciuta dall'8% nel 1988 al 33% nel 2001.
Power Leisure, società madre di Paddy Power PLC, è stata quotata alla Borsa di Londra nel dicembre 2000, per finanziare un'espansione nel Regno Unito.
Nel mondo, Paddy Power ha cominciato a offrire soluzioni di poker online dal febbraio 2005. Nel dicembre 2007, invece, ha iniziato a proporre ai suoi clienti la possibilità di giocare al bingo.
Nel maggio 2010 ha acquisito la maggioranza del sito australiano Sportsbet.com.au. A novembre 2011, Paddy Power era il più grande bookmaker in Europa per valore totale delle azioni: il reddito del gruppo è stato di € 444 milioni nel 2010.
Dal maggio 2012 è arrivato in Italia con licenza AAMS, permettendo di scommettere solo su eventi sportivi o para-sportivi. Nel febbraio 2016 viene completata la fusione, già in corso da alcuni mesi, tra Paddy Power e Betfair, dando vita a un vero e proprio colosso mondiale nel settore delle scommesse; in tal senso, nel novembre 2017 avviene l'avvicendamento sul mercato italiano tra i due marchi.
Dal gennaio 2018, Peter Jackson ha assunto la guida del marchio, succedendo all'ex CEO, Breon Corcoran.

## Critiche
Non solo sport tra i mercati trattati per le scommesse, ma anche eventi sociopolitici, di gossip o climatici. Negli anni Paddy Power è stato oggetto di critiche per aver messo sul mercato la possibilità di scommettere su eventi particolari e/o controversi, come quando ha deciso di quotare le possibilità che l'allora neoeletto presidente degli Stati Uniti d'America, Barack Obama, fosse assassinato.